# Eduardo Quintela Bóveda
Eduardo Quintela Boveda (San Cristovo de Cea, 5 de juliol de 1891 - Barcelona, agost de 1968) fou un policia i repressor espanyol.
Inspector del Cos General de Policia des de 1917, durant la Segona República Espanyola va treballar per a Miquel Badia Capell. Durant la guerra civil espanyola era comissari cap de la Secció de Serveis Especials a Valladolid, on fou felicitat públicament el 1937 per la seva tasca en consolidar la pau pública.
En acabar la guerra civil fou destinat a Barcelona, on va treballar amb Pedro Polo Borreguero i amb qui va detenir l'assassí de Miquel Badia i Capell, Justo Bueno Pérez. El 1939 va assolir un gran èxit en detenir els membres de CNT Eliseu Melis Díaz i Antoni Seba Amorós, que actuaran de confidents per a ell fins que Melis fou assassinat el 1947 per membres de la CNT. El 1941 fou nomenat cap de la Brigada d'Investigació social, però el 1945 es va dividir en Brigada Político Social i Servicios Especiales. Fou nomenat cap de la Brigada Político-Social a Barcelona el 1945. El 2 de març de 1949 el grup Los Maños liderat per Quico Sabater i Wenceslao Jiménez Orive va intentar un atemptat contra ell als carrers Mallorca i Provença de Barcelona, però no anava al cotxe i en comptes mataren els falangistes Manuel Piñol Ballester i José Tella Bavoy, cap d'esports de la mateixa organització, i el xòfer Antonio Norte Juárez. Es va proposar l'objectiu d'acabar amb el maquis llibertari a Barcelona mitjançant un bon sistema de delators i infiltrats que facilitaren la caiguda de dirigents com Josep Lluís i Facerias, metrallat al barri de Sant Andreu del Palomar el 30 d'agost de 1957.
Tot i jubilat a Galícia, el 1960 baixà amb el seu gos "bloodhound" per participar en la captura de Quico Sabaté.